# Elenco ufficiale delle aree naturali protette
L'elenco ufficiale delle aree naturali protette, in acronimo EUAP, è un elenco stilato, e periodicamente aggiornato, dal Ministero dell'ambiente e della tutela del territorio e del mare - Direzione per la protezione della natura, che raccoglie tutte le aree naturali protette, marine e terrestri, ufficialmente riconosciute.

## Criteri d'iscrizione
Nell'EUAP vengono iscritte tutte le aree che rispondono ai seguenti criteri, stabiliti dal Comitato nazionale per le aree naturali protette il 1º dicembre 1993:
- esistenza di un provvedimento istitutivo formale (legge statale o regionale, provvedimento emesso da altro ente pubblico, atto contrattuale tra proprietario dell'area ed ente che la gestisce con finalità di salvaguardia dell'ambiente).
- esistenza di una perimetrazione, documentata cartograficamente.
- documentato valore naturalistico dell'area.
- coerenza con le norme di salvaguardia previste dalla legge 394/91 (p.es. divieto di attività venatoria nell'area).
- garanzie di gestione dell'area da parte di enti, consorzi o altri soggetti giuridici, pubblici o privati.
- esistenza di un bilancio o provvedimento di finanziamento.

## Ultimo aggiornamento
L'elenco attualmente in vigore è quello relativo al 6º aggiornamento approvato il 27 aprile 2010 e pubblicato nel supplemento ordinario n. 115 alla Gazzetta Ufficiale n. 125 del 31 maggio 2010.
Con questo aggiornamento, le aree protette in Italia salgono a  871 per un totale di 3.163.590,71 ettari di superfici su terra (circa 31.636 km², pari al 10,5% della superficie della Repubblica Italiana), 2.853.033,93 ettari di superfici a mare e 658,02 km di coste (pari all'8,82% dello sviluppo costiero italiano). Le 871 aree sono così suddivise:
- 24 parchi nazionali  per una superficie di quasi 1,5 milioni di ettari su terra e poco più di 70.000 ha a mare;
- 27 aree marine protette per una superficie di circa 200.000 ettari a mare e la quasi totalità dei 650 km di coste;
- 147 riserve naturali statali per una superficie di poco più di 200.000 ettari su terra;
- 3 altre aree naturali protette nazionali  per una superficie di quasi 2,5 milioni di ettari a mare;
- 134 parchi naturali regionali per una superficie di quasi 1,3 milioni di ettari su terra;
- 365 riserve naturali regionali  per una superficie di circa 230.000 ettari su terra;
- 171 altre aree naturali protette regionali per una superficie di circa 50.000 ettari su terra.